# Hagenbachia matogrossensis
Hagenbachia matogrossensis är en sparrisväxtart som först beskrevs av Karl von Poellnitz, och fick sitt nu gällande namn av Pierfelice Ravenna. Hagenbachia matogrossensis ingår i släktet Hagenbachia och familjen sparrisväxter. Inga underarter finns listade i Catalogue of Life.